# La Compilation (Michel Polnareff)
Pour les articles homonymes, voir Compilation.
Albums de Michel Polnareff
Kâmâ Sutrâ
(1990) Live at the Roxy
(1996)
La Compilation est une compilation de Michel Polnareff sortie en 1991 et rééditée en 1998.

## Liste des titres
| 1.  | Tout tout pour ma chérie        | 2:56 |
| 2.  | L'Amour avec toi                | 3:08 |
| 3.  | Goodbye Marylou                 | 6:22 |
| 4.  | Elle rit                        | 4:15 |
| 5.  | Sous quelle étoile suis-je né ? | 3:51 |
| 6.  | Tam Tam                         | 5:50 |
| 7.  | On ira tous au paradis          | 4:29 |
| 8.  | Qui a tué grand-maman ?         | 2:38 |
| 9.  | Le Roi des fourmis              | 2:50 |
| 10. | La belle veut sa revanche       | 3:34 |
| 11. | La Poupée qui fait non          | 3:13 |
| 12. | Viens te faire chahuter         | 4:38 |
| 13. | La Mouche                       | 4:42 |
| 14. | Je suis un homme                | 4:55 |
| 15. | Dans la maison vide             | 2:44 |
| 16. | Holidays                        | 3:20 |
| 17. | Lipstick                        | 3:24 |
| 18. | Bulle de savon                  | 6:02 |

| 1.  | Voyages                        | 2:52 |
| 2.  | Né dans un ice-cream           | 3:20 |
| 3.  | Lettre à France                | 4:51 |
| 4.  | Âme câline                     | 2:57 |
| 5.  | Toi et moi                     | 7:31 |
| 6.  | Je t'aime                      | 4:45 |
| 7.  | Le Bal des Laze                | 4:57 |
| 8.  | Ta ta ta ta                    | 2:26 |
| 9.  | L'Oiseau de nuit               | 2:52 |
| 10. | Love Me, Please Love Me        | 4:21 |
| 11. | Kâmâ Sûtra                     | 4:38 |
| 12. | Une simple mélodie             | 3:35 |
| 13. | Dans la rue                    | 4:03 |
| 14. | Radio                          | 3:21 |
| 15. | Fame à la mode                 | 4:38 |
| 16. | La Michetoneuse                | 2:25 |
| 17. | Y'a que pas pouvoir qu'on peut | 3:57 |
| 18. | LNA HO                         | 3:15 |